# Евералдо
Евералдо (порт. Everaldo, нар. 11 вересня 1944, Порту-Алегрі — пом. 28 жовтня 1974, Кажоейра-ду-Сул) — бразильський футболіст, що грав на позиції захисника.
Майже протягом усієї кар'єри виступав за «Греміу», а також грав за національну збірну Бразилії, у складі якої став чемпіоном світу.

## Клубна кар'єра
Народився 11 вересня 1944 року в місті Порту-Алегрі. Почав свою кар'єру 1957 року в молодіжному складі футбольного клубу «Греміу» з його рідного міста Порту-Алегрі штату Ріу-Гранді-ду-Сул.
1964 року 20-річний Евералдо потрапив в основну команду «Греміу», але в основі не закріпився наступного року відправився в «Жувентуде» з міста Кашиас-ду-Сул штату Ріу-Гранді-ду-Сул. Рік по тому Евералдо повернувся в «Греміу» і став невід'ємним гравцем оборони клубу, протягом 9 років Евералдо виступав за «Греміу» ставши чотириразовим чемпіоном штату Ріу-Гранді-ду-Сул, а 1970 року був визнаний найкращим захисником Бразилії.

## Виступи за збірну
25 червня 1967 року дебютував в офіційних матчах у складі національної збірної Бразилії в грі проти збірної Уругваю.
Евералдо був учасником чемпіонату світу 1970 року у Мексиці, здобувши того року титул чемпіона світу. На турнірі Евералдо зіграв 5 матчів (415 хвилин), в тому числі і у фінальному матчі, в якому його збірна перемогла Італію з рахунком 4:1. Матч проходив на стадіоні Ацтека при 107 тис. глядачах 21 червня 1970.
Останній матч за збірну Евералдо провів 26 квітня 1972 року проти збірної Парагваю.
Протягом кар'єри у національній команді, яка тривала 6 років, провів у формі головної команди країни 24 матчі.

## Смерть
27 жовтня 1974 року 30-річний Евералдо повертався з поїздки, поблизу міста Санта-Крус-ду-Сул його автомобіль потрапив в автокатастрофу. Добу потому, 28 жовтня Евералдо Маркес да Сільва помер від отриманих травм.

## Титули і досягнення

### Клубні
- Чемпіон світу (1): 1970
- Володар кубка Рока (1): 1971
- Володар кубка Ріу-Бранку (1): 1967
- Чемпіон штату Ріу-Гранді-ду-Сул (4): 1964, 1966, 1967, 1968

### Особисті
- Найкращий захисник Бразилії 1970
- Володар «Срібного м'яча» 1970 (приз Placar)